# Мёрфи, Лерон
Лерон Мёрфи (англ. Lerone Murphy; род. 22 июля 1991, Манчестер, Англия) — английский боец смешанных единоборств, выступающий в полулёгкой весовой категории UFC. Занимает 4 строчку официального рейтинга  UFC в полулегком весе.

## Ранние годы
Мёрфи, родившийся и выросший в районе Олд Траффорд, ходил в начальную школу Св. Эдварда в Рашолме, а также в среднюю католическую школу Св. Марии в районе Стокпорта, Хитон-Чапел. Он занимался футболом и был многообещающим игроком. В подростковом возрасте Лерон был на просмотре в «Ливерпуле» и тренировался со «Стокпорт Каунти» и «Юнайтед оф Манчестер», пока в возрасте 16 лет не получил серьёзную травму колена, которая положила конец его футбольным мечтам. Будучи племянником покойного Оливера Харрисона, тренера по боксу из Манчестера, который тренировал таких людей, как Амир Хан и Рокки Филдинг, Мёрфи немного занимался боксом, но начал тренироваться в смешанных единоборствах, когда попал в спортзал All Powers.
В субботу 25 мая 2013 года вооружённый человек стрелял по Лерону на выходе из парикмахерской на Ллойд-стрит-Саут в пригороде Манчестера Фэллоуфилде. В Мёрфи попали три пули, две в лицо и одна в шею. Из-за полученных ранений Мёрфи пришлось вставить протезы зубов, а крошечный осколок пули навсегда застрял в его языке.

## Карьера в смешанных единоборствах

### Ранняя карьера
Дебютировав в ММА на турнире Full Contact Contender 15, Мёрфи встретился с Мартином Фудой и победил его единогласным решением судей. После Лерон победил Тайлера Томаса на Tanko FC 3, Джейми Ли на FCC 18, Натана Томпсона на FCC 19, Терри Дойла на FightStar Championship 14, техническими нокаутами в первом раунде. Двух своих следующих соперников он победил единогласным решением судей: Джеймса МакЭрлина на Evolution Of Combat Fight Night 2 и Антона Де Паэпе на Celtic Gladiator 22. В своём последнем бою на региональной сцене Великобритании Мёрфи выиграл титул чемпиона FCC в полулёгком весе на FCC 23 против Маноло Шианны техническим нокаутом в первом раунде.

### Ultimate Fighting Championship
Мёрфи дебютировал в UFC против Зубайры Тухугова 7 сентября 2019 года на UFC 242. Бой закончился ничьей раздельным решением судей. Двое судей присудили каждому бойцу победу со счётом 29–28, а третий присудил ничейный результат со счётом 28–28.
Мёрфи встретился с Рикардо Рамосом 16 июля 2020 года на UFC on ESPN 13. Лерон выиграл бой техническим нокаутом в первом раунде, заработав себе премию «Выступление вечера».
После своего второго боя в промоушене Мёрфи продлил свой контракт с UFC.
Мёрфи дрался с Дугласом Силвой де Андради 20 января 2021 года на UFC on ESPN 20 и выиграл бой единогласным решением судей.
Мёрфи должен был встретиться с Чарльзом Журденом 4 сентября 2021 года на UFC Fight Night 191. Однако Мёрфи был снят с мероприятия из-за проблем с визой, и его заменил Джулиан Эроса.
Заменив травмированного Тристана Коннелли, Мёрфи вышел на бой против Маквана Амирхани на UFC 267 30 октября 2021 года. Мёрфи выиграл бой нокаутом в начале второго раунда.
Мёрфи должен был встретиться с Нейтом Ландвером 26 марта 2022 года на UFC on ESPN 33. Однако Мёрфи снялся с боя по неизвестным причинам и был заменён Дэвидом Онамой.
Мёрфи должен был встретиться с Натаниэлем Вудом 18 марта 2023 года на UFC 286. Однако Вуд был вынужден сняться с мероприятия из-за травмы ноги и был заменён новичком UFC Габриэлем Сантосом. Мёрфи выиграл бой раздельным решением судей.
Мёрфи дрался с Джошуа Кулибао 22 июля 2023 года на турнире UFC Fight Night 224 и выиграл бой единогласным решением судей.
Мёрфи должен был встретиться с Дэном Иге 10 февраля 2024 года на турнире UFC Fight Night 236. Однако Мёрфи снялся в середине января из-за неизвестной травмы.
Мёрфи встретился с Эдсоном Барбозой 18 мая 2024 года на турнире UFC Fight Night 241. Он выиграл бой единогласным решением судей. Этот бой пронёс ему премию «Лучший бой вечера».
Бой Мёрфи с Дэном Иге запланирован на 26 октября 2024 года на турнире UFC 308.

## Личная жизнь
У Мёрфи есть сын.

## Титулы и достижения

### Смешанные единоборства
- Ultimate Fighting Championship
  - Обладатель премии «Лучший бой вечера» (один раз) против Эдсона Барбозы.
  - Обладатель премии «Выступление вечера» (два раза) против Рикардо Рамоса и Аарона Пико.
- Full Contact Contender
  - Чемпион FCC в полулёгком весе (один раз)

## Статистика в профессиональном ММА
| Боёв 18  | Побед 17 | Поражений 0 |
| -------- | -------- | ----------- |
| Нокаутом | 8        | 0           |
| Сдачей   | 0        | 0           |
| Решением | 9        | 0           |
| Ничьи    | 1        | 1           |

| Результат | Рекорд | Соперник                | Способ                       | Турнир                               | Дата             | Раунд | Время | Место                  | Примечание                                    |
| --------- | ------ | ----------------------- | ---------------------------- | ------------------------------------ | ---------------- | ----- | ----- | ---------------------- | --------------------------------------------- |
| Победа    | 17-0-1 | Аарон Пико              | KO (удар локтем с разворота) | UFC 319                              | 16 августа 2025  | 1     | 3:21  | Чикаго, Иллинойс, США  | «Выступление вечера» (2)                      |
| Победа    | 16-0-1 | Джош Эмметт             | Единогласное решение         | UFC on ESPN: Эмметт vs. Мёрфи        | 5 апреля 2025    | 5     | 5:00  | Лас-Вегас, Невада, США |                                               |
| Победа    | 15-0-1 | Дэн Иге                 | Единогласное решение         | UFC 308                              | 26 октября 2024  | 3     | 5:00  | Абу-Даби, ОАЭ          |                                               |
| Победа    | 14-0-1 | Эдсон Барбоза           | Единогласное решение         | UFC Fight Night: Барбоза vs. Мёрфи   | 18 мая 2024      | 5     | 5:00  | Лас-Вегас, Невада, США | «Лучший бой вечера» (1)                       |
| Победа    | 13-0-1 | Джошуа Кулибао          | Единогласное решение         | UFC Fight Night: Аспиналл vs. Тыбура | 22 июля 2023     | 3     | 5:00  | Лондон, Англия         |                                               |
| Победа    | 12-0-1 | Габриэль Сантос         | Раздельное решение           | UFC 286                              | 18 марта 2023    | 3     | 5:00  | Лондон, Англия         |                                               |
| Победа    | 11-0-1 | Макван Амирхания        | KO (колено)                  | UFC 267                              | 30 октября 2021  | 2     | 0:14  | Абу-Даби, ОАЭ          |                                               |
| Победа    | 10-0-1 | Дуглас Силва ди Андради | Единогласное решение         | UFC on ESPN: Кьеза vs. Магни         | 20 января 2021   | 3     | 5:00  | Абу-Даби, ОАЭ          |                                               |
| Победа    | 9-0-1  | Рикардо Рамос           | ТKO (удары)                  | UFC on ESPN: Каттар vs. Иге          | 8 декабря 2019   | 1     | 4:18  | Абу-Даби, ОАЭ          | «Выступление вечера» (1)                      |
| Ничья     | 8-0-1  | Зубайра Тухугов         | Раздельное решение           | UFC 242                              | 7 сентября 2019  | 3     | 5:00  | Абу-Даби, ОАЭ          |                                               |
| Победа    | 8-0    | Маноло Шианна           | TKO (удары)                  | Full Contact Contender 23            | 18 мая 2019      | 1     | 2:22  | Болтон, Англия         | Завоевал титул чемпиона FCC в полулёгком весе |
| Победа    | 7-0    | Эйтон Де Паепе          | Единогласное решение         | Celtic Gladiator 22                  | 30 ноября 2018   | 3     | 5:00  | Манчестер, Англия      |                                               |
| Победа    | 6-0    | Джеймс МакЭрлин         | Единогласное решение         | Evolution Of Combat: Fight Night 2   | 1 сентября 2018  | 3     | 5:00  | Моркам, Англия         |                                               |
| Победа    | 5-0    | Терри Дойл              | TKO (удары)                  | FightStar Championship 14            | 14 апреля 2018   | 1     | 0:42  | Лондон, Англия         | Дебют в полулёгком весе                       |
| Победа    | 4-0    | Натан Томпсон           | TKO (удары)                  | Full Contact Contender 19            | 30 сентября 2017 | 1     | 0:48  | Болтон, Англия         |                                               |
| Победа    | 3-0    | Джейми Ли               | TKO (удары)                  | Full Contact Contender 18            | 15 апреля 2017   | 1     | 3:55  | Болтон, Англия         |                                               |
| Победа    | 2-0    | Тайлер Джон Томас       | TKO (удары)                  | Tanko Fighting Championships 3       | 11 февраля 2017  | 1     | 1:55  | Манчестер, Англия      |                                               |
| Победа    | 1-0    | Мартин Фуда             | Единогласное решение         | Full Contact Contender 15            | 5 марта 2016     | 3     | 5:00  | Болтон, Англия         | Дебют в лёгком весе                           |